# Alfrēds Kalniņš
Alfrēds Bruno Jānis Kalniņš (ur. 23 sierpnia 1879 w Kiesiu, Inflanty, zm. 23 grudnia 1951 w Rydze) – łotewski kompozytor, twórca opery narodowej. Ojciec Jānisa. Absolwent Konserwatorium Petersburskiego. Organista w kościołach w estońskiej Parnawie i Dorpacie (est. Tartu) oraz w łotewskiej Lipawie i Rydze. Profesor i rektor Konserwatorium Łotewskiego w Rydze. Autor muzyki scenicznej oraz pieśni (m.in. do wierszy Jānisa Rainisa). Prawykonania poematu symfonicznego „Pod Staburagiem” dokonała w Rydze w 1910 roku Orkiestra Filharmonii Warszawskiej pod dyrekcją Grzegorza Fitelberga.
15 listopada 1937 otrzymał Order Trzech Gwiazd III klasy.

## Opery
- „Baņuta” (pol. Baniuta, libr. Arturs Krūmiņš) – 1920
- „Salinieki” (pol. Wyspiarze Arturs Krūmiņš) – 1926, druga wersja „Dzintenes Atmoda” (pol. Przebudzenie ojczyzny) – 1933

## Balet
- „Staburag” – 1943